# 九节
九节（学名：Psychotria rubra），又名九節木，为茜草科九节属下的一个种。